# Solms

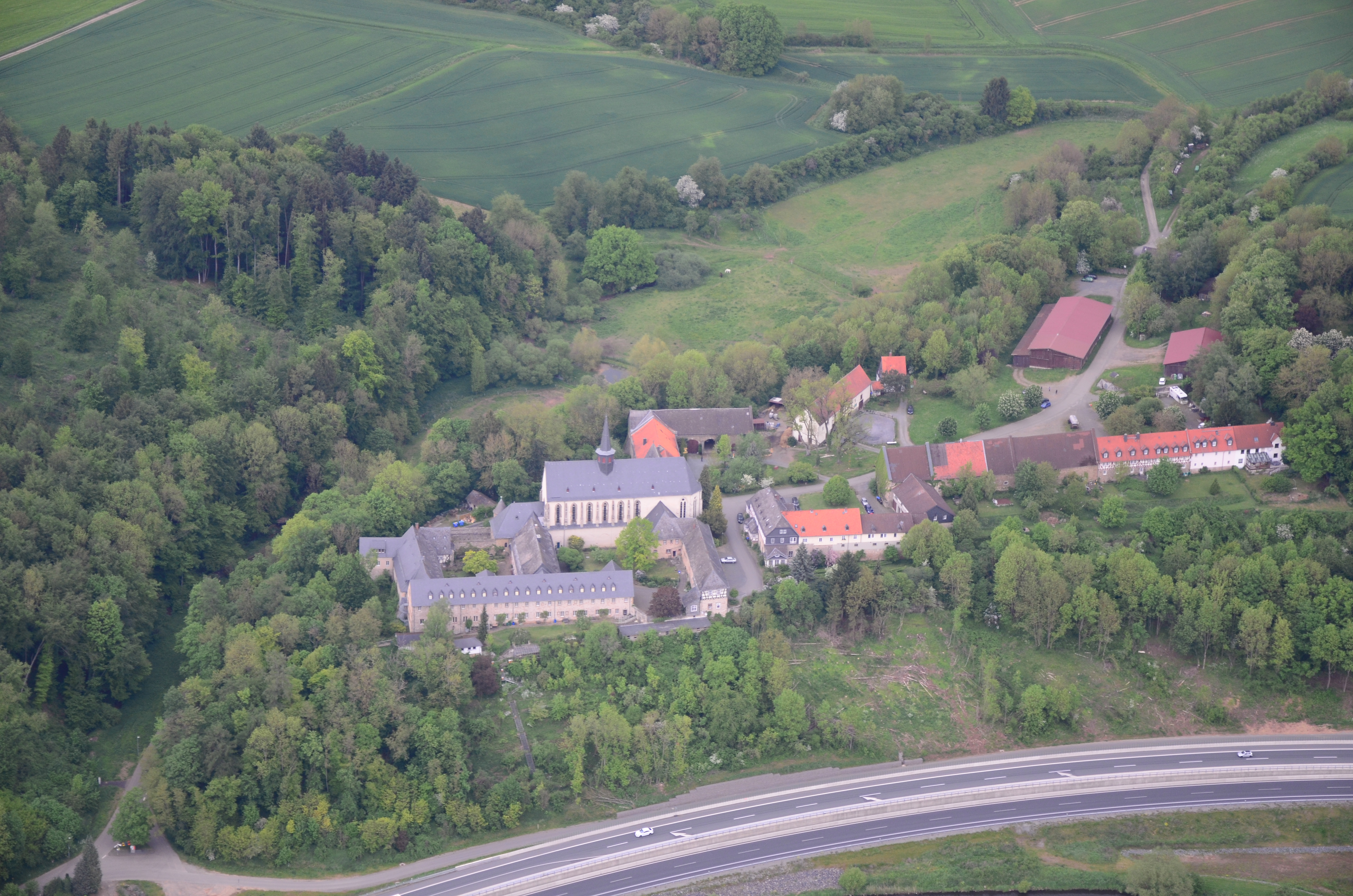
Monastero di Altenberg

Solms è un comune tedesco di 13 862 abitanti, situato nel land dell'Assia.